# Luis Gerardo Cabrera Herrera
Luis Gerardo Cabrera Herrera, O.F.M. (Azogues, 11 de outubro de 1955) é um frei e cardeal equatoriano da Igreja Católica, atual Arcebispo de Guayaquil e presidente da Conferência Episcopal Equatoriana.

## Biografia

### Vida inicial e ministério
Luis Gerardo Cabrera Herrera nasceu em Azogues.
Concluiu o ensino primário em sua cidade natal e depois ingressou no seminário menor dos frades franciscanos para o ensino secundário. Concluiu seus estudos no Colégio Fiscal Juan Bautista Vázquez.
Em 1 de outubro de 1975 ingressou no noviciado de Quito da Ordem dos Frades Menores. No dia 24 de setembro do ano seguinte fez a primeira profissão. Em 4 de setembro de 1982 emitiu a profissão solene em Quito.
Estudou filosofia e teologia na Pontifícia Universidade Católica do Equador, em Quito.
Em 8 de setembro de 1983 foi ordenado sacerdote. Posteriormente foi vice-mestre de noviços de 1983 a 1985; membro do conselho provincial de 1985 a 1988 e mestre de noviços em Riobamba de 1985 a 1990. Em 1990 foi enviado a Roma para estudar. Obteve a licenciatura e em 1994 o doutorado em filosofia pela Pontifícia Universidade Antonianum. Ao retornar à sua terra natal foi secretário de estudos e formação dos frades franciscanos e responsável pela pastoral vocacional da província franciscana do Equador de 1995 a 2000; diretor do Centro de Estudos Franciscanos do Equador de 1996 a 2001; secretário executivo do setor de ecumenismo da comissão de ensino e doutrina da Conferência Episcopal do Equador de 1996 a 2003; diretor do instituto filosófico-teológico “Cardenal Bernardino Echeverría” de Quito de 1998 a 2000; professor de teologia e espiritualidade franciscana de 1998 a 2000; ministro provincial do Equador de 2000 a 2003 e definidor de sua ordem em Roma e delegado do ministro geral para as províncias franciscanas da América Latina e do Caribe de 2004 a 2009.

### Ministério episcopal
Em 20 de abril de 2009, o Papa Bento XVI o nomeou arcebispo metropolitano de Cuenca. Recebeu a ordenação episcopal no dia 4 de julho seguinte do arcebispo Giacomo Guido Ottonello, núncio apostólico no Equador, coadjuvado pelo arcebispo metropolitano de Guayaquil Antonio Arregui Yarza e o de Quito, Raúl Eduardo Vela Chiriboga. Na mesma celebração tomou posse da arquidiocese. Em 29 de junho de 2010, o Papa impôs-lhe o pálio, símbolo dos arcebispos metropolitanos, durante uma celebração realizada na Basílica de São Pedro, no Vaticano.
Em 29 de março de 2014, o Papa Francisco o nomeou membro da Congregação para os Institutos de Vida Consagrada e as Sociedades de Vida Apostólica.
Em 24 de setembro de 2015, o mesmo pontífice o nomeou arcebispo metropolitano de Guayaquil. Tomou posse da diocese no dia 5 de dezembro seguinte, com cerimônia na catedral metropolitana de São Pedro, em Guayaquil. No dia 29 de junho de 2016, o Papa presenteou-o com o pálio, símbolo dos arcebispos metropolitanos, durante uma celebração realizada na Basílica de São Pedro, no Vaticano. No dia 14 de agosto seguinte, o núncio apostólico Giacomo Guido Ottonello impôs-lhe isso durante uma celebração realizada na catedral metropolitana.
Participou na XIV Assembleia Geral Ordinária do Sínodo dos Bispos, realizada na Cidade do Vaticano, de 4 a 25 de outubro de 2015, sobre o tema “A vocação e a missão da família na Igreja e no mundo contemporâneo”.
Em setembro de 2017 realizou a visita ad limina.
Ele desempenhou um papel importante na busca do diálogo de paz durante as manifestações antigovernamentais em outubro de 2019.
Desde 11 de novembro de 2020 é presidente da Conferência Episcopal do Equador. Anteriormente foi vice-presidente da mesma de 5 de maio de 2011 a 8 de maio de 2014 e de 28 de abril de 2017 a 11 de novembro de 2020 e presidente da comissão para os leigos desde 2014.
De 17 de março a 25 de junho de 2022 ocupou também o cargo de administrador apostólico de Daule.
Durante o Angelus de 6 de outubro de 2024, Papa Francisco anunciou que o criaria cardeal no Consistório de 7 de dezembro de 2024. Recebeu o barrete vermelho, o anel cardinalício e o título de cardeal-presbítero de Sagrada Família de Nazaré em Centocelle.